# Adrien Bongiovanni
Adrien Bongiovanni (Seraing, 20 settembre 1999) è un calciatore belga, centrocampista svincolato.

## Caratteristiche tecniche
È un centrocampista offensivo.

## Carriera
Arrivato al Monaco nel 2015, il 24 luglio 2018 viene ceduto a titolo temporaneo al Cercle Bruges, con cui inizia la carriera professionistica; il 2 luglio 2019 il prestito viene confermato per un'altra stagione.
Il 31 gennaio 2020 si trasferisce all'AS Béziers. Il 6 settembre seguente passa, sempre in prestito, al Den Bosch.

## Statistiche

### Presenze e reti nei club
Statistiche aggiornate al 7 settembre 2020.
| Stagione             | Squadra              | Campionato           | Campionato | Campionato | Coppe nazionali | Coppe nazionali | Coppe nazionali | Coppe continentali | Coppe continentali | Coppe continentali | Altre coppe | Altre coppe | Altre coppe | Totale | Totale | Totale |
| Stagione             | Squadra              | Comp                 | Pres       | Reti       | Comp            | Pres            | Reti            | Comp               | Pres               | Reti               | Comp        | Pres        | Reti        | Pres   | Reti   |        |
| -------------------- | -------------------- | -------------------- | ---------- | ---------- | --------------- | --------------- | --------------- | ------------------ | ------------------ | ------------------ | ----------- | ----------- | ----------- | ------ | ------ | ------ |
| 2016-2017            | Monaco               | L1                   | -          | -          | CF+CdL          | 1+0             | 0               | UCL                | -                  | -                  | -           | -           | -           | 1      | 0      |        |
| 2018-2019            | Cercle Bruges        | D1                   | 14+8       | 1+1        | CB              | 1               | 0               | -                  | -                  | -                  | -           | -           | -           | 23     | 2      |        |
| 2019-gen. 2020       | Cercle Bruges        | D1                   | 3          | 0          | CB              | 0               | 0               | -                  | -                  | -                  | -           | -           | -           | 3      | 0      |        |
| Totale Cercle Bruges | Totale Cercle Bruges | Totale Cercle Bruges | 25         | 2          |                 | 1               | 0               |                    | -                  | -                  |             | -           | -           | 26     | 2      |        |
| gen.-giu. 2020       | AS Béziers           | CN                   | 5          | 0          | CF+CdL          | -               | -               | -                  | -                  | -                  | -           | -           | -           | 5      | 0      |        |
| Totale carriera      | Totale carriera      | Totale carriera      | 30         | 2          |                 | 2               | 0               |                    | -                  | -                  |             | -           | -           | 32     | 2      |        |